# Social Security Act

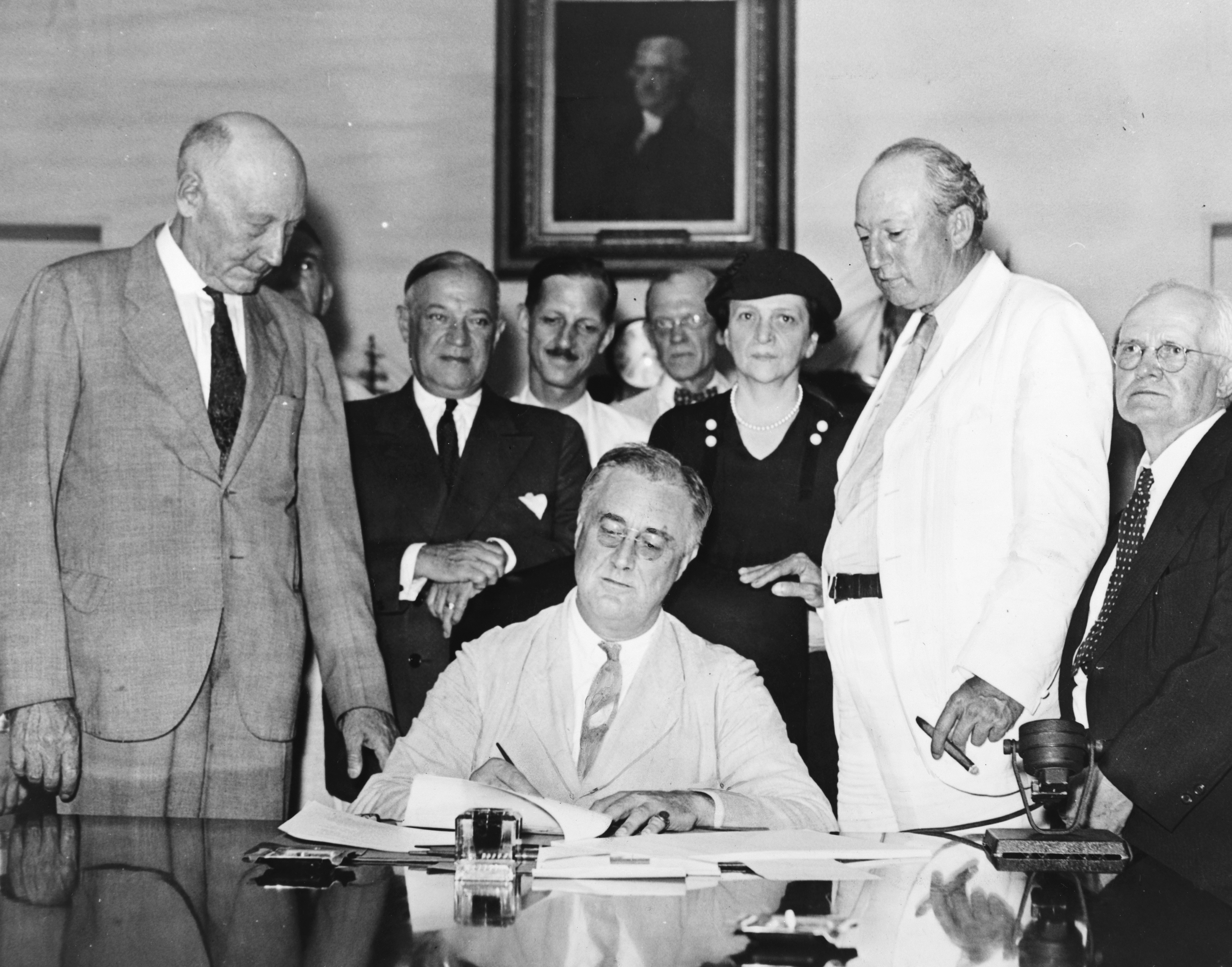
President Roosevelt tekent de act.

De Social Security Act (SSA) is een Amerikaanse wet uit 1935 die onder leiding van president Franklin Delano Roosevelt tot stand kwam. Kinderarts Martha May Eliot speelde een sleutelrol bij het opstellen en uitvoeren van de wet.
In 1935 legde Roosevelt met deze wet de basis van de verzorgingsstaat in de Verenigde Staten. Op het terrein van de sociale wetgeving had de Verenigde Staten namelijk een achterstand ten opzichte van Europa. Deze wet voor de sociale zekerheid maakte een begin met het verzekeren van werknemers tegen ziektekosten en werkloosheid. Ook werd de pensioenuitkering geïntroduceerd. De gezondheidszorg werd tevens uitgebreid: "De overheid heeft de eindverantwoordelijkheid voor het welzijn van haar burgers," aldus Roosevelt. Ook zei hij: "Vanaf de dag waarop hij geboren wordt, hoort elk kind bij dit systeem van sociale zekerheid." In 1935 gold de SSA echter nog niet voor groepen als landarbeiders en huishoudelijk personeel. Toch was het een van de belangrijkste wetten van de New Deal, aangezien het vele armen sociale zekerheid gaf.